# Bologna Sezione Calcio 1931-1932
Questa voce raccoglie le informazioni riguardanti il Bologna Sezione Calcio nelle competizioni ufficiali della stagione 1931-1932.

## Stagione
Il Bologna nel campionato di Serie A 1931-1932, dopo avere chiuso il girone di andata al primo posto, accusa un calo di forma, subisce la rimonta della Juventus e si classifica al secondo posto finale.
Conquista la Coppa dell'Europa Centrale senza disputare la finale, in quanto le altre due semifinaliste, la Juventus e lo Slavia Praga, vengono estromesse dalla competizione.

## Divise
| Casa | Trasferta | Portiere |

## Rosa
| N. |                    | Ruolo | Calciatore               |
| -- | ------------------ | ----- | ------------------------ |
|    | Italia (bandiera)  | P     | Mario Gianni             |
|    | Italia (bandiera)  | D     | Eraldo Monzeglio         |
|    | Uruguay (bandiera) | D     | Francisco Fedullo        |
|    | Italia (bandiera)  | D     | Felice Gasperi           |
|    | Italia (bandiera)  | D     | Ercole Minelli           |
|    | Italia (bandiera)  | C     | Gastone Baldi (capitano) |
|    | Italia (bandiera)  | C     | Mario Montesanto         |
|    | Italia (bandiera)  | C     | Gastone Martelli         |
|    | Italia (bandiera)  | C     | Aldo Donati              |

| N. |                    | Ruolo | Calciatore        |
| -- | ------------------ | ----- | ----------------- |
|    | Italia (bandiera)  | C     | Geo Bortolini     |
|    | Italia (bandiera)  | C     | Pietro Genovesi   |
|    | Italia (bandiera)  | A     | Bruno Maini       |
|    | Italia (bandiera)  | A     | Angelo Schiavio   |
|    | Italia (bandiera)  | A     | Carlo Reguzzoni   |
|    | Uruguay (bandiera) | A     | Raffaele Sansone  |
|    | Italia (bandiera)  | A     | Gerardo Ottani    |
|    | Italia (bandiera)  | A     | Giuseppe Muzzioli |
|    | Italia (bandiera)  | A     | Manfredo Grandi   |

## Risultati

### Serie A

#### Girone di andata
| Arbitro: | U.Gama (Milano) |

|               |           |  |
| Reguzzoni 41’ | Marcatori |  |

| Arbitro: | Guarnieri (Milano) |

|              |           |                          |
| Bodini I 10’ | Marcatori | 5’ Fedullo 55’ Reguzzoni |

| Arbitro: | Dall'Era (Brescia) |

|                                                     |           |              |
| Sansone 20’ Schiavio 45’, 55’ Fedullo 49’ Maini 73’ | Marcatori | 65’ Castelli |

| Arbitro: | Mattea (Torino) |

|              |           |                                     |
| Galluzzi 55’ | Marcatori | 32’ Baldi 62’ Reguzzoni 88’ Fedullo |

| Arbitro: | Lenti (Genova) |

|              |           |             |
| Rossetti 24’ | Marcatori | 25’ Fedullo |

| Arbitro: | Melandri (Genova) |

|                               |           |  |
| Sansone 30’ Schiavio 44’, 67’ | Marcatori |  |

| Arbitro: | Guarnieri (Milano) |

|          |           |           |
| Volk 15’ | Marcatori | 16’ Maini |

| Arbitro: | Dall'Era (Brescia) |

|                         |           |  |
| Reguzzoni 53’ Maini 73’ | Marcatori |  |

| Arbitro: | Mattea (Torino) |

|                          |           |  |
| Schiavio 25’ Fedullo 70’ | Marcatori |  |

| Modena 29 novembre 1931 10ª giornata | Modena        | 0 – 0 | Bologna | Campo ex Velodromo\| Arbitro: \| Scarpi (Dolo) \| |
| Arbitro:                             | Scarpi (Dolo) |       |         |                                                   |

| Arbitro: | Lenti (Genova) |

|               |           |               |
| Reguzzoni 23’ | Marcatori | 56’ Bertolini |

| Arbitro: | Bevilacqua (Viareggio) |

|  |           |                        |
|  | Marcatori | 17’ Baldi 60’ Schiavio |

| Arbitro: | Mattea (Torino) |

|  |           |              |
|  | Marcatori | 66’ Schiavio |

| Arbitro: | Beretta (Novi Ligure) |

|                                                                    |           |  |
| Fedullo 1’, 42’ Maini 9’, 68’ Schiavio 13’, 19’, 54’ Reguzzoni 80’ | Marcatori |  |

| Arbitro: | Carletti (Ancona) |

|                               |           |              |
| Sansone 40’ Schiavio 46’, 73’ | Marcatori | 15’ Cattaneo |

| Arbitro: | Melandri (Savona) |

|             |           |                                                |
| Gardini 47’ | Marcatori | 15’, 20’, 72’ Reguzzoni 37’ Maini 75’ Schiavio |

| Arbitro: | Lenti (Genova) |

|             |           |           |
| 54’ Vojak I | Marcatori | Maini 15’ |

#### Girone di ritorno
| Arbitro: | Rovida (Milano) |

|                 |           |              |
| Ferraris II 23’ | Marcatori | 40’ Schiavio |

| Arbitro: | Biancone (Roma) |

|                       |           |  |
| Schiavio 4’ Maini 38’ | Marcatori |  |

| Arbitro: | Guarnieri (Milano) |

|                         |           |             |
| Demaría 28’ Guarisi 76’ | Marcatori | 56’ Sansone |

| Arbitro: | Melandri (Genova) |

|                            |           |             |
| Reguzzoni 76’ Schiavio 84’ | Marcatori | 44’ Petrone |

| Arbitro: | Bevilacqua (Viareggio) |

|                                           |           |                            |
| Maini 20’ Bortolini 29’ Schiavio 35’, 75’ | Marcatori | 55’ Libonatti 84’ Rossetti |

| Arbitro: | Carraro (Padova) |

|             |           |  |
| Pastore 64’ | Marcatori |  |

| Arbitro: | Mattea (Torino) |

|                             |           |  |
| Schiavio 58’ Maini 63’, 78’ | Marcatori |  |

| Arbitro: | Barlassina (Novara) |

|                                          |           |                         |
| Mazzoni 15’ Banchero I 31’ Frisoni I 56’ | Marcatori | 29’ Muzzioli 65’ Ottani |

| Arbitro: | Scarpi (Dolo) |

|                                                      |           |                                      |
| Visentin III 8’ Meazza 46’ Scarone 74’ Serantoni 75’ | Marcatori | 45’ Schiavio 51’ Maini 53’ Reguzzoni |

| Arbitro: | Beretta (Novi Ligure) |

|                                               |           |  |
| Maini 6’ Montesanto 13’ Fedullo 63’ Maini 81’ | Marcatori |  |

| Arbitro: | Lenti (Genova) |

|                                   |           |                       |
| Orsi 20’ (rig.) Vecchina 54’, 78’ | Marcatori | 6’ Maini 41’ Schiavio |

| Arbitro: | Ciaccio (Taranto) |

|                                            |           |  |
| Fedullo 17’ Maini 23’ Ottani 58’ Maini 87’ | Marcatori |  |

| Arbitro: | Bevilacqua (Viareggio) |

|                                                        |           |               |
| Baldi 12’ (rig.), 44’ Schiavio 29’ Maini 40’, 65’, 86’ | Marcatori | 4’ Frisoni II |

| Arbitro: | Mazzarini (Roma) |

|           |           |           |
| Rocco 70’ | Marcatori | 28’ Maini |

| Arbitro: | Guarnieri (Milano) |

|                                  |           |                             |
| Grillo 28’ Cornara 57’ Notti 61’ | Marcatori | 1’ Schiavio 85’, 86’ Ottani |

| Arbitro: | Dall'Era (Brescia) |

|                                                      |           |                          |
| Schiavio 1’ Ottani 20’ Schiavio 32’ Baldi 70’ (rig.) | Marcatori | 40’ Gardini 85’ Demarchi |

| Arbitro: | Melandri (Genova) |

|                          |           |  |
| Bortolini 15’ Ottani 40’ | Marcatori |  |

### Coppa dell'Europa Centrale
| Arbitro: | Miesz |

|                                                    |           |  |
| Reguzzoni 3’ Maini 16’, 20’ Schiavio 44’ Baldi 66’ | Marcatori |  |

| Arbitro: | Braun |

|                                                   |           |  |
| Nejedlý 33’ (rig.) Donati 34’ (aut.) Podrazil 61’ | Marcatori |  |

| Arbitro: | Ceinar |

|                       |           |  |
| Maini 63’ Sansone 89’ | Marcatori |  |

| Arbitro: | Mercet |

|                 |           |  |
| Schönwetter 15’ | Marcatori |  |

| 24 luglio 1932 Finale | Bologna | – (N.D.) | Slavia Praga / Juventus |  |

## Statistiche

### Statistiche di squadra
Statistiche aggiornate al 17 luglio 1932.
| Competizione               | Punti | In casa | In casa | In casa | In casa | In casa | In casa | In trasferta | In trasferta | In trasferta | In trasferta | In trasferta | In trasferta | Totale | Totale | Totale | Totale | Totale | Totale | DR  |
| Competizione               | Punti | G       | V       | N       | P       | Gf      | Gs      | G            | V            | N            | P            | Gf           | Gs           | G      | V      | N      | P      | Gf     | Gs     | DR  |
| -------------------------- | ----- | ------- | ------- | ------- | ------- | ------- | ------- | ------------ | ------------ | ------------ | ------------ | ------------ | ------------ | ------ | ------ | ------ | ------ | ------ | ------ | --- |
| Serie A                    | 50    | 17      | 16      | 1       | 0       | 56      | 9       | 17           | 5            | 7            | 5            | 29           | 24           | 34     | 21     | 8      | 5      | 85     | 33     | +52 |
| Coppa dell'Europa Centrale | -     | 2       | 2       | 0       | 0       | 7       | 0       | 2            | 0            | 0            | 2            | 0            | 4            | 4      | 2      | 0      | 2      | 7      | 4      | +3  |
| Totale                     | -     | 19      | 18      | 1       | 0       | 63      | 9       | 19           | 5            | 7            | 7            | 29           | 28           | 38     | 23     | 8      | 7      | 92     | 37     | +55 |

### Andamento in campionato
| Giornata  | 1 | 2 | 3 | 4 | 5 | 6 | 7 | 8 | 9 | 10 | 11 | 12 | 13 | 14 | 15 | 16 | 17 | 18 | 19 | 20 | 21 | 22 | 23 | 24 | 25 | 26 | 27 | 28 | 29 | 30 | 31 | 32 | 33 | 34 |
| --------- | - | - | - | - | - | - | - | - | - | -- | -- | -- | -- | -- | -- | -- | -- | -- | -- | -- | -- | -- | -- | -- | -- | -- | -- | -- | -- | -- | -- | -- | -- | -- |
| Luogo     | C | T | C | T | T | C | T | C | C | T  | C  | T  | T  | C  | C  | T  | T  | T  | C  | T  | C  | C  | T  | C  | T  | T  | C  | T  | C  | C  | T  | T  | C  | C  |
| Risultato | V | V | V | V | N | V | N | V | V | N  | N  | V  | V  | V  | V  | V  | N  | N  | V  | P  | V  | V  | P  | V  | P  | P  | V  | P  | V  | V  | N  | N  | V  | V  |
| Posizione | 1 | 1 | 1 | 1 | 1 | 1 | 1 | 1 | 1 | 1  | 1  | 1  | 1  | 1  | 1  | 1  | 1  | 1  | 1  | 1  | 1  | 1  | 1  | 1  | 1  | 2  | 2  | 2  | 2  | 2  | 2  | 2  | 2  | 2  |

Legenda:

Luogo: C = Casa; T = Trasferta. Risultato: V = Vittoria; N = Pareggio; P = Sconfitta.

### Statistiche dei giocatori
| Giocatore     | Serie A  | Serie A | Coppa dell'Europa Centrale | Coppa dell'Europa Centrale | Totale   | Totale |
| Giocatore     | Presenze | Reti    | Presenze                   | Reti                       | Presenze | Reti   |
| ------------- | -------- | ------- | -------------------------- | -------------------------- | -------- | ------ |
| M. Gianni     | 34       | -33     | 4                          | -4                         | 38       | -37    |
| E. Monzeglio  | 33       | 0       | 4                          | 0                          | 37       | 0      |
| F. Fedullo    | 33       | 9       | 4                          | 0                          | 37       | 9      |
| F. Gasperi    | 32       | 0       | 4                          | 0                          | 36       | 0      |
| E. Minelli    | 3        | 0       | -                          | -                          | 3        | 0      |
| G. Baldi      | 33       | 5       | 3                          | 1                          | 36       | 6      |
| M. Montesanto | 33       | 1       | 4                          | 0                          | 37       | 1      |
| G. Martelli   | 27       | 0       | 4                          | 0                          | 31       | 0      |
| A. Donati     | 5        | 0       | 1                          | 0                          | 6        | 0      |
| G. Bortolini  | 4        | 2       | -                          | -                          | 4        | 2      |
| P. Genovesi   | 4        | 0       | -                          | -                          | 4        | 0      |
| B. Maini      | 33       | 19      | 4                          | 3                          | 37       | 22     |
| A. Schiavio   | 30       | 25      | 3                          | 1                          | 33       | 26     |
| C. Reguzzoni  | 28       | 11      | 4                          | 1                          | 32       | 12     |
| R. Sansone    | 25       | 4       | 4                          | 1                          | 29       | 5      |
| G. Ottani     | 10       | 8       | 1                          | 0                          | 11       | 8      |
| G. Muzzioli   | 6        | 1       | -                          | -                          | 6        | 1      |
| M. Grandi     | 1        | 0       | -                          | -                          | 1        | 0      |